# Forte Casa Ratti

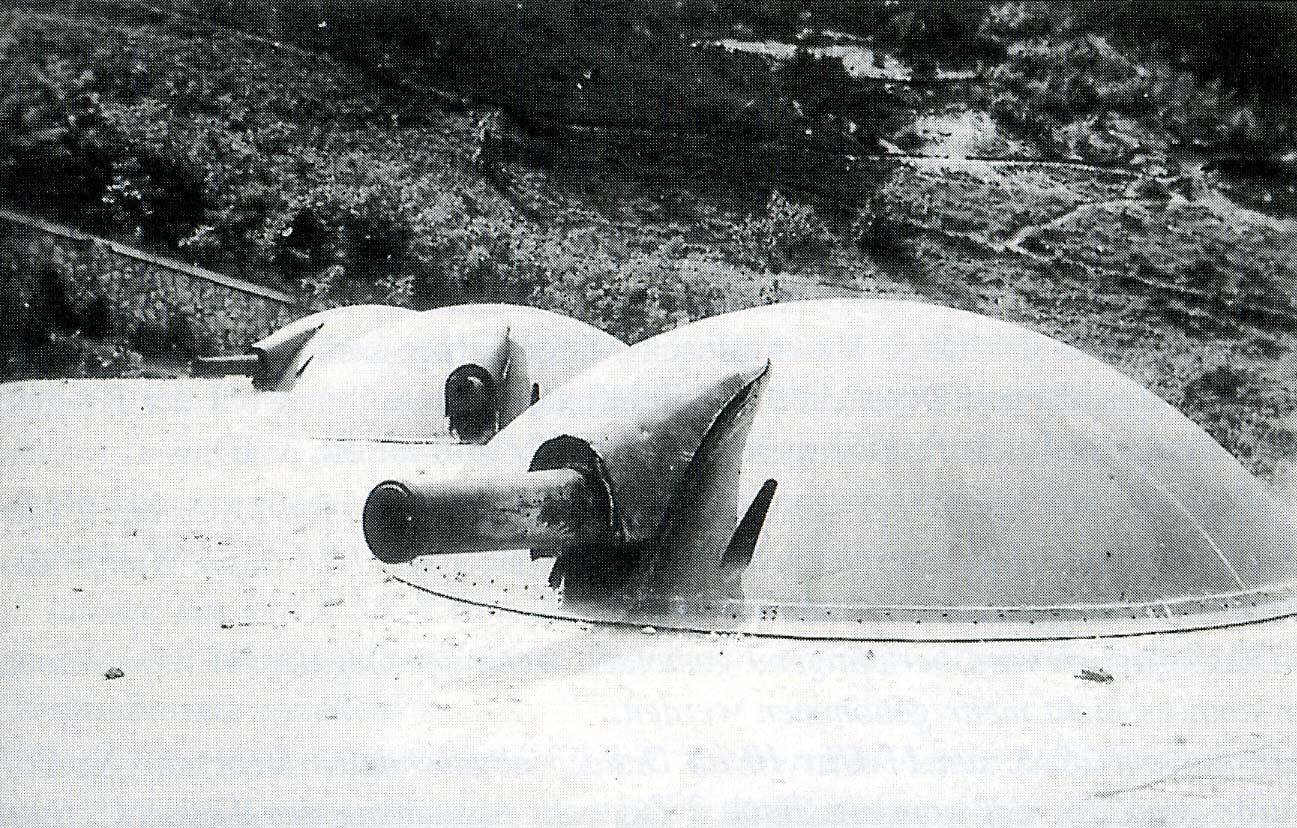
Batteriedeck des Forte Casa Ratti

Das italienische Panzerwerk Forte Casa Ratti (auch Cà Ratti, Casaratti, Ratti oder Barcarola – von den Österreichern Ratzenhaus genannt) ist ein ehemaliges Fort an der Staatsstraße 350 (Folgaria–Arsiero) in der Provinz Vicenza in einer Hangstellung oberhalb der Ortschaft Barcarola.
Es gehörte zum III. Sektor Asiago der Sbarramento Agno – Assa (Agno-Assa-Sperre).

## Aufgabe
Das Fort sollte einen möglichen Durchbruch österreichischer Truppen von der Höhe der Sieben Gemeinden (Altopiano dei Sette Comuni) durch das Asticotal nach Süden (Padua/Venedig) verhindern.
Begonnen wurden die Bauarbeiten im Jahre 1906. Die Fertigstellung konnte vom österreichischen Evidenzbureau nicht genau aufgeklärt werden. Laut Meldung vom 1. Oktober 1911 war das Werk bis auf einen Maschinengewehrstand und einen Beobachtungspanzer vollendet. Im Mai 1912 wurden die Geschütze über eine Entfernung von sieben Kilometer tormentiert (mit überhöhter Ladung eingeschossen).

## Beschreibung
Die Hauptarmierung bestand aus drei 149-mm-„G“-Kanonen in Panzerkuppeln „System Ispettorato“. Zwischen den Geschützbrunnen befanden sich die Munitionshandmagazine, unter diesen die Gefechtsbereitschaftsräume und die Munitionshauptmagazine. Auf jedem Flügel und im linken Kehlpunkt waren je eine Mitrailleuse in Verschwindkuppeln eingebaut. Am rechten Flügel befand sich ein gepanzerter Beobachtungsstand, der möglicherweise die Nutzung mit einem Maschinengewehr gestattet hätte. Der in der Contrescarpe gemauerte Frontgraben war in der Sohle etwa vier Meter breit und ebenso tief; die Breite von der Glaciskante bis zur Kante der Contreescarpe betrug 18,20 Meter. Am linken Ende befindet sich eine Grabenstreiche, die durch eine Poterne mit dem Batterieblock verbunden ist. Der Kehlgraben war etwa sechs Meter breit und drei bis vier Meter tief. Im Kehlgraben befand sich ein an den Batterieblock angelehnter Anbau mit nur wetterfester Abdeckung.
50 Meter rückwärts parallel der Geschützlinie verlief ein weiterer Kehlgraben, in dessen Mitte sich ein Kehlkoffer mit nach jeder Seite drei Gewehrscharten befand.
Im rechten Kehlpunkt lag die Kaserne, die mit etwa 120 Mann belegt werden konnte. Die Sturmsicherheit in der rechten Flanke sollte durch einen 30 Meter hohen Felsabsturz gegen das Val d’Astico und die Wirkung des Geschützemplacements auf dem Torre Alta gewährleistet sein.
Die Hauptschussrichtung lag nach Norden.

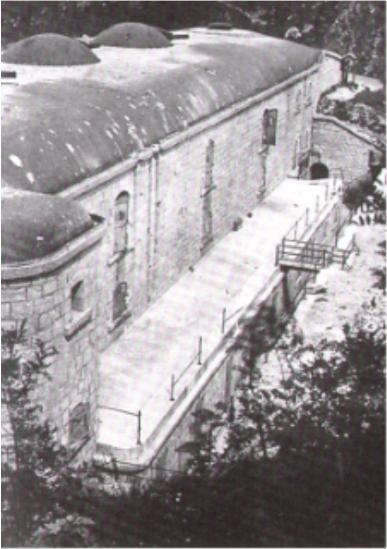
Batterieblock mit Kehle von Casa Ratti nach der Eroberung 1916

## Stärken und Schwächen

### Stärken
Die Stärke des Forts lag in der außergewöhnlich großen Sturmfreiheit, die durch das Gelände in der rechten Flanke und den vollständig zu bestreichenden Frontgraben gewährleistet wurde.

### Schwächen
die Schwächen überwogen die Stärken bei weitem, da
- die Hauptarmierung aus wenig leistungsfähigen 149-mm-G Kanonen (G steht für „ghisa“ – Gusseisen) bestand,
- die exponierte Lage eine erhebliche Überhöhung der eventuellen Belagerungsartillerie zuließ,
- der Kehlgraben ungünstig konstruiert war,
- die zu schwach konstruierte Decke des vorgezogenen untersten Geschosses des Batterieblocks gegen Steilfeuer nur aus der Front ausreichenden Schutz bot,
- die bergseitige hohe Stützmauer, die, falls durch Beschuss zum Einsturz gebracht, möglicherweise die Frontgrabenflankierungsanlage und auch einen der beiden bergseitigen Maschinengewehrstände verschüttet hätte. Dadurch wäre die Sturmfreiheit aufgehoben worden.

Bis zur Offensive der österreichisch-ungarischen Truppen im Mai 1916 hatte das Fort keinen Schuss abgefeuert, da es zu weit von der Front entfernt lag. Dann am 17. Mai 1916 begann die k.u.k. 38-cm-Batterie B.H.L. 17, inoffiziell Batterie Barbara genannt, mit der Beschießung von Casa Ratti. Die Batterie gehörte zur Fernkampfgruppe Oberst Padiaur und befand sich auf der Cost'alta, etwa 1000 Meter höher und 12,5 Kilometer entfernt.
17. Mai: Zerstörungsfeuer von 07:30 Uhr bis 11:20 Uhr durch 20 Granaten mit Verzögerungszünder
19. Mai: ab 07:25 Feuer gegen Barcarola zusammen mit Batterie K.H.L./15 Nr. 1 (42 cm)
21. Mai: ab 06:45 Uhr bis 07:45 Uhr drei Granaten Störfeuer gegen Casaratti
24. Mai: 04:30 Uhr Störfeuer zwei Schuss
25. Mai: 16:20 Uhr ? Zerstörungsfeuer sechs Schuss
Das Ergebnis der Beschießung war nicht sehr effektiv. Nur ein Treffer lag auf dem Batterieblock (kein Durchschlag), sonst auf das Glacis und im Gelände verstreut.

## Besetzung
Am 26. Mai wurde das geräumte und völlig intakte Fort von österreichisch-ungarischen Truppen besetzt und dabei insgesamt sechs (oder auch nur fünf?) Artilleristen der ehemaligen Werksbesatzung gefangen genommen.

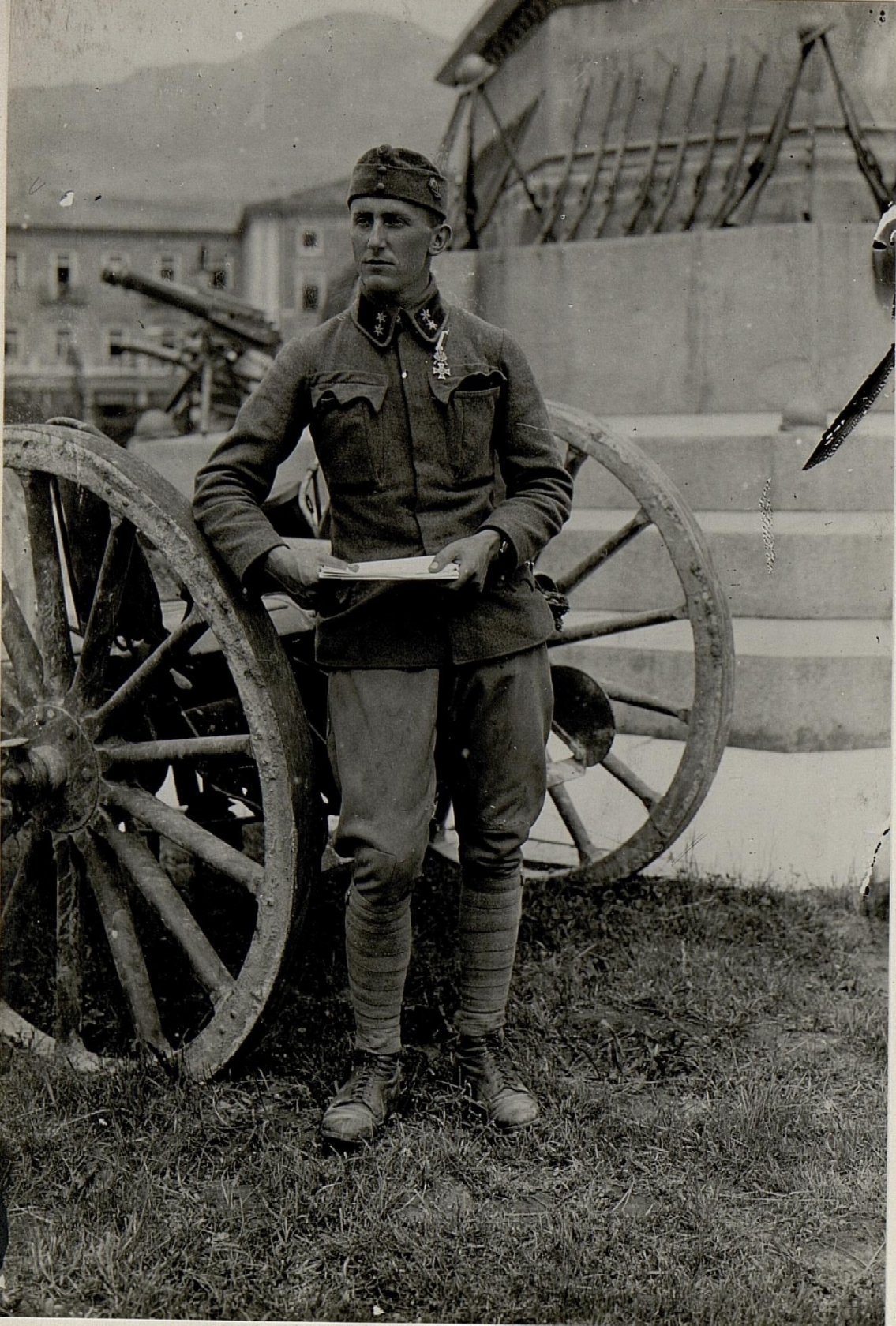
Leutnant Albin Mlaker, der Held von Casa Ratti

Wer als erster in das Fort eindrang, konnte niemals völlig geklärt werden; für sich beanspruchten dies der damalige Leutnant Albin Mlaker (bisweilen auch: Mlakar; 1890–1946; ab 1944 Major der Slowenischen Nationalarmee) von der 1. Komp. des Sappeurbataillon 14, sowie eine Patrouille des InfRgt 50 unter dem damaligen Kadetten Cisteanu. Letztendlich wurde das Verdienst dem Leutnant Mlaker zugesprochen. Mlaker wurde aufgrund seiner Leistung umgehend außertourlich zum Oberleutnant befördert und erhielt das Ritterkreuz des Leopold-Ordens verliehen.
Bis zum Rückzug der k.u.k.-Truppen auf die neue Widerstandslinie nach dem Ende der Offensive feuerte das Fort auf die italienischen Stellungen.

## Sprengung

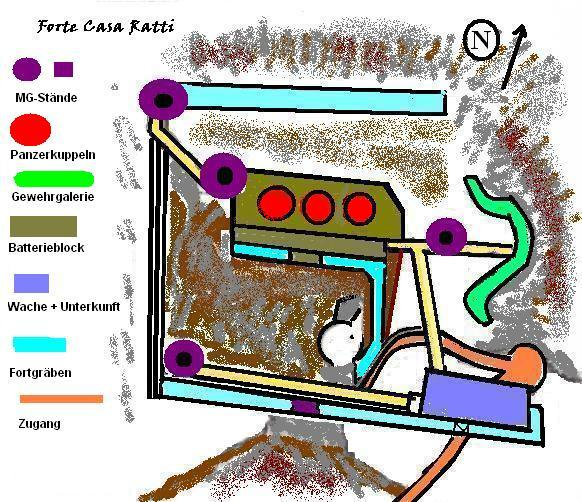
Plan Forte Casa Ratti

Da die Anlage nach dem österreichisch-ungarischen Rückzug vor der neuen Frontlinie zu liegen kam und man sie nicht den Italienern überlassen wollte, wurde sie von Oberleutnant Mlaker zur Sprengung vorbereitet am 26. Juni 1916 gesprengt.
Wortlaut der Meldung XX. Korpskommando:
„Werk Casa Ratti: vollständig mit 8000 kg Pulver und 200 kg Ekrasit in Trümmer gelegt. Panzerkuppeln, Lafetten, MG-Drehtürme und gepanzerter Beobachtungsstand 500–600 Schritt weit geschleudert.“
Diese Angaben waren allerdings so nicht korrekt. Gesprengt hatte man nur den Batterieblock und die beiden seitlichen Mitrailleusenstände. Zerstörungen wurden dem Fort sicherlich noch bei späterem Artilleriebeschuss und auch beim Ausbau der Stahlteile in der Nachkriegszeit zugefügt.
Das Werk ist inzwischen stark bewachsen, kann aber in großen Teilen noch begangen werden.